# Asteroid City
Asteroid City is een Amerikaanse komische sciencefictionfilm uit 2023, geregisseerd en geschreven door Wes Anderson.

## Verhaal
In 1955 komen studenten en ouders uit het hele land samen in Asteroid City, een Amerikaans woestijnstadje, voor een wetenschappelijke competitie op een astronomisch evenement. Generaal Gibson verwelkomt de aanwezigen op de conventie, beloont de tieners voor hun verschillende uitvindingen en belooft een geldprijs aan een van hen aan het einde van de conventie. Terwijl Dr. Hickenlooper de conventie leidt, verschijnt er een ufo boven de Asteroid City-krater, een alien komt tevoorschijn en steelt een fragment van de meteoriet die de krater heeft gemaakt. De president en generaal Gibson plaatsen de stad onder militaire quarantaine maar het incident lekt toch uit en de gebeurtenissen in Asteroid City worden nationaal nieuws.

## Rolverdeling
| Acteur             | Personage                                                   |
| ------------------ | ----------------------------------------------------------- |
| Jason Schwartzman  | Augie Steenbeck                                             |
| Jake Ryan          | Woodrow Steenbeck                                           |
| Scarlett Johansson | Midge Campbell                                              |
| Tom Hanks          | Stanley Zak                                                 |
| Jeffrey Wright     | General Grif Gibson                                         |
| Tilda Swinton      | Dr. Hickenlooper                                            |
| Bryan Cranston     | Gastheer tv-show                                            |
| Edward Norton      | Conrad Earp                                                 |
| Adrien Brody       | Schubert Green                                              |
| Liev Schreiber     | J.J. Kellogg                                                |
| Hope Davis         | Sandy Borden                                                |
| Stephen Park       | Roger Cho                                                   |
| Rupert Friend      | Montana                                                     |
| Maya Hawke         | June Douglas                                                |
| Steve Carell       | Motelmanager                                                |
| Matt Dillon        | Hank                                                        |
| Hong Chau          | Polly Green                                                 |
| Willem Dafoe       | Saltzburg Keitel                                            |
| Margot Robbie      | Overleden vrouw van Steenbeck / Actrice die de vrouw speelt |
| Tony Revolori      | Adjudant van generaal Gibson                                |
| Jeff Goldblum      | De Alien                                                    |
| Paul Kynman        | Lunky                                                       |
| Grace Edwards      | Dinah                                                       |
| Fisher Stevens     | Detective #1                                                |
| Aristou Meehan     | Clifford                                                    |
| Ethan Josh Lee     | Ricky                                                       |
| Sophia Lillis      | Shelly                                                      |
| Rita Wilson        | Mrs. Weatherford                                            |
| Jarvis Cocker      | Cowboy                                                      |
| Bob Balaban        | Larkings Executive                                          |
| Seu Jorge          | Cowboy                                                      |
| Deanna Dunagan     | Serveerster                                                 |
| Aimee Mullins      | Actrice                                                     |

## Productie
In september 2020 werd gemeld dat Wes Anderson een romantische film zou schrijven en regisseren, die hij zou produceren samen met Jeremy Dawson van American Empirical Pictures en Steven Rales van Indian Paintbrush. In februari 2021 begonnen Michael Cera en Jeff Goldblum onderhandelingen om de hoofdrol te spelen. Tilda Swinton was de eerste persoon die officieel bij de cast kwam, in juni 2021.
De belangrijkste filmopnames, oorspronkelijk gepland in Rome, vonden plaats in Spanje van augustus tot oktober 2021. Voor de opnames werden verschillende sets in Chinchón gebruikt, zoals een woestijnlandschap en een nep treinstation.
De titel van de film werd in oktober 2021 op het Filmfestival van Londen door Bill Murray onthuld als Asteroid City. Alexandre Desplat componeerde de filmscore in zijn zesde samenwerking met Anderson. Het kostuumontwerp was van meervoudig Academy Award-winnaar Milena Canonero. In juli 2022 werd aangekondigd dat Focus Features de film zou distribueren. Er werd ook onthuld dat Murray niet in de film zou spelen zoals aanvankelijk gemeld, als gevolg van het oplopen van COVID-19 voordat hij zijn scènes kon opnemen.

## Release en ontvangst
Asteroid City ging op 23 mei 2023 in première in de officiële competitie van het Filmfestival van Cannes. De film kreeg overwegend positieve kritieken van de filmcritici, met een score van 75% op Rotten Tomatoes, gebaseerd op 170 beoordelingen.

## Prijzen en nominaties
De belangrijkste:
| Jaar | Prijs                   | Categorie   | Genomineerde(n) | Uitslag     |
| ---- | ----------------------- | ----------- | --------------- | ----------- |
| 2023 | Filmfestival van Cannes | Gouden Palm | Wes Anderson    | Genomineerd |